# Easier (5 Seconds of Summer)
"Easier" is een nummer van de Australische poprockband 5 Seconds of Summer. Het nummer werd samen met de videoclip uitgebracht op 23 mei 2019 als de eerste single van hun toekomstige vierde studioalbum. Het is hun eerste release bij het label Interscope Records.
Het nummer is geschreven door Ali Tamposi, Ryan Tedder, Charlie Puth, Louis Bell en Andrew Watt, en geproduceerd door de laatste drie. Puth werkte ook mee aan een remix van het nummer die op 13 augustus 2019 verscheen. Door het Nederlandse radiostation Qmusic werd "Easier" benoemt als Alarmschijf.

## Hitnoteringen

### Nederlandse Top 40
| Hitnotering: 01-06-2019 t/m 20-07-2019 | Hitnotering: 01-06-2019 t/m 20-07-2019 | Hitnotering: 01-06-2019 t/m 20-07-2019 | Hitnotering: 01-06-2019 t/m 20-07-2019 | Hitnotering: 01-06-2019 t/m 20-07-2019 | Hitnotering: 01-06-2019 t/m 20-07-2019 | Hitnotering: 01-06-2019 t/m 20-07-2019 | Hitnotering: 01-06-2019 t/m 20-07-2019 | Hitnotering: 01-06-2019 t/m 20-07-2019 | Hitnotering: 01-06-2019 t/m 20-07-2019 |
| Week:                                  | 1                                      | 2                                      | 3                                      | 4                                      | 5                                      | 6                                      | 7                                      | 8                                      |                                        |
| -------------------------------------- | -------------------------------------- | -------------------------------------- | -------------------------------------- | -------------------------------------- | -------------------------------------- | -------------------------------------- | -------------------------------------- | -------------------------------------- | -------------------------------------- |
| Positie:                               | 32                                     | 25                                     | 22                                     | 18                                     | 19                                     | 22                                     | 27                                     | 37                                     | uit                                    |

### NederlandseSingle Top 100
| Hitnotering: 01-06-2019 t/m 27-07-2019 | Hitnotering: 01-06-2019 t/m 27-07-2019 | Hitnotering: 01-06-2019 t/m 27-07-2019 | Hitnotering: 01-06-2019 t/m 27-07-2019 | Hitnotering: 01-06-2019 t/m 27-07-2019 | Hitnotering: 01-06-2019 t/m 27-07-2019 | Hitnotering: 01-06-2019 t/m 27-07-2019 | Hitnotering: 01-06-2019 t/m 27-07-2019 | Hitnotering: 01-06-2019 t/m 27-07-2019 | Hitnotering: 01-06-2019 t/m 27-07-2019 | Hitnotering: 01-06-2019 t/m 27-07-2019 |
| Week:                                  | 1                                      | 2                                      | 3                                      | 4                                      | 5                                      | 6                                      | 7                                      | 8                                      | 9                                      |                                        |
| -------------------------------------- | -------------------------------------- | -------------------------------------- | -------------------------------------- | -------------------------------------- | -------------------------------------- | -------------------------------------- | -------------------------------------- | -------------------------------------- | -------------------------------------- | -------------------------------------- |
| Positie:                               | 66                                     | 77                                     | 87                                     | 73                                     | 74                                     | 87                                     | 74                                     | 95                                     | 93                                     | uit                                    |

### VlaamseUltratop 50
| Hitnotering: 08-06-2019 t/m 15-06-2019 | Hitnotering: 08-06-2019 t/m 15-06-2019 | Hitnotering: 08-06-2019 t/m 15-06-2019 | Hitnotering: 08-06-2019 t/m 15-06-2019 |
| Week:                                  | 1                                      | 2                                      |                                        |
| -------------------------------------- | -------------------------------------- | -------------------------------------- | -------------------------------------- |
| Positie:                               | 50                                     | 48                                     | uit                                    |